# Nosopsyllus medus
Nosopsyllus medus är en loppart som beskrevs av Jordan 1938. Nosopsyllus medus ingår i släktet Nosopsyllus och familjen fågelloppor. Inga underarter finns listade i Catalogue of Life.